# 姆西拉省
姆西拉省（阿拉伯語：ولاية المسيلة）是阿尔及利亚北部的一个省，首府姆西拉。該省人口有100万，面积18,718平方公里，首府姆西拉境內有姆西拉大學。
35°42′N 4°33′E / 35.7°N 4.55°E